# 瑞典電視台第一台
瑞典電視台第一台（瑞典語：SVT1）是瑞典一條主要電視頻道，於1956年由當時的瑞典電台（Sveriges Radio）創立，並在1979年劃歸至新成立的瑞典電視台。這條頻道是該國第一條和歷史最為悠久的電視頻道，並與私營電視台「TV4」長時間在收視上相互競爭。